# شیار هاریسون
شیار هاریسون، یک شیار افقی در امتداد مرز پایینی قفسه سینه است و محل اتصال دیافراگم است که معمولاً ناشی از آسم مزمن یا بیماری انسدادی تنفسی است. همچنین ممکن است به علت نرمی استخوان ناشی از کمبود کلسیم، دیافراگم که همیشه در کشش است، استخوان نرم شده را به داخل کشیده‌باشد.
این نام به افتخار ادوین هریسون انتخاب شده‌است.